# Affaire des faux électeurs du 3e arrondissement de Paris
 (juillet 2018).
L'affaire des faux électeurs du 3e arrondissement de Paris est une affaire de fraude électorale qui aurait vu inscrits sur les listes électorales du 3e arrondissement de Paris des personnes qui n'y résidaient pas, afin d'assurer une victoire de la majorité RPR-UDF dans l'arrondissement aux élections municipales de 1989 et de 1995.

## Chronologie

### 1989
- 4 janvier 1989 : quelques semaines avant les élections municipales françaises de 1989, l'hebdomadaire Le Canard enchaîné publie un article dénonçant des inscriptions illégales à Paris d'électeurs n'y résidant pas.
- 9 janvier 1989 : quatre électeurs écologistes déposent plainte à Paris avec constitution de partie civile. Une fraude aux « faux » électeurs est suspectée dans plusieurs arrondissements parisiens, mais les investigations se limiteront rapidement au seul 3e arrondissement.
- 15 février 1989 : la Cour de cassation renvoie le dossier à Amiens en vertu du privilège de juridiction qui impose alors le dépaysement des dossiers mettant en cause des élus. Le juge Brice Raymondeau-Castanet se voit confier l'instruction de l'affaire.
- 12 et 19 mars 1989 : Jacques Chirac et les listes UDF-RPR remportent la victoire dans les vingt arrondissements parisiens, réalisant le « grand chelem »[1].

### 1990 - 1999
- 15 janvier 1992 : un premier rapport de gendarmerie confirme l'inscription frauduleuse d'électeurs sur les listes électorales du 3e arrondissement et d'autres arrondissements de Paris.
- 21 décembre 1995 : après la victoire de la gauche dans le 3e arrondissement aux élections municipales de 1995, l'élu Vert Yves Contassot et le militant socialiste Pierre Montacié remettent à la justice des fichiers informatiques recensant des « faux » électeurs.
- 7 février 1996 : une nouvelle information judiciaire est ouverte à Paris par le juge Hervé Stéphan. Le juge d'Amiens se dessaisit du dossier.
- 5 décembre 1997 : les poursuites sont étendues pour soupçons de « fichage » des électeurs suivant leurs opinions politiques dans les ordinateurs de la mairie du 3e arrondissement. Ces poursuites seront abandonnées.
- 6 février 1998 : les recours formés contre Laurent Dominati par Dominique Bertinotti (PS) et Yves Contassot (Vert) devant le Conseil constitutionnel sont rejetés.
- 26 mars 1998 : Gérard Merle, ancien responsable de la section parisienne du RPR et témoin, déclare aux enquêteurs que Jacques Chirac voulait se racheter de la présidentielle perdue de 1988 « par une victoire dans les vingt arrondissements de Paris aux municipales de 1989. Guy Legris a réuni vers le mois de septembre un comité restreint de la section RPR. [... ] Il nous a été dit qu'il fallait "faire du monde sur le 3e" [arrondissement], ce qui signifiait clairement une recherche de nouveaux électeurs. »[2].
- 6 et 7 octobre 1999 : les parties civiles Pierre-Alain Brossault, président de l'association Ecologie pour Paris, Yves Contassot, maire adjoint du 3e arrondissement et porte-parole des Verts à Paris, et Pierre Montacié, militant socialiste du 3e arrondissement, déposent une demande d'audition de Jacques Chirac auprès des juges Jean-Paul Valat et Philippe Coirre chargés du dossier[3].
- 8 novembre 1999 : la demande d'auditionner Jacques Chirac comme témoin est rejetée[3].

### 2000 - 2004
- 25 mai 2000 : les nouveaux juges d'instruction Jean-Paul Valat et Philippe Coirre mettent en examen quinze ex-élus ou ex-fonctionnaires du 3e arrondissement, soupçonnés d'avoir mobilisé des réseaux politiques, familiaux ou professionnels afin d'inscrire indûment sur les listes électorales des sympathisants politiques[4],[5].
- 9 juin 2000 : Pierre-Alain Brossault (Vert) réclame alors aux juges d'auditionner Jacques Chirac comme témoin[6]. Sa demande est rejetée le 3 juillet 2000[7]. Une décision qui est confirmée en cassation puis en appel en 2001 et 2002. En effet, la chambre d'instruction de la cour d'appel de Paris estime à l'époque que la demande d'entendre Jacques Chirac en qualité de témoin est irrecevable, suivant ainsi l'avis du parquet général prononcé mi-janvier 2002, lui-même fondé sur l'arrêt de la Cour de cassation sur le statut pénal du chef de l'Etat prononcé le 10 octobre 2001, le président de la République bénéficiant d'une immunité tout au long de son mandat[8].
- 18 mars 2002 : la fin de l'instruction est notifiée aux quinze personnes mises en examen. Parmi elles figurent notamment l'ancien maire du 3e arrondissement, Jacques Dominati, ses deux fils, Laurent et Philippe, ainsi que Guy Legris, ancien Commissaire, responsable du RPR.
- 17 décembre 2004 : dans son réquisitoire (170 pages plus quelque 500 pages d'annexes, 1 500 interrogatoires effectués par les gendarmes), le procureur de la République préconise le renvoi devant le tribunal correctionnel des quinze personnes mises en examen[9].

### 2006
- 11 septembre 2006 : le procès s'ouvre à Paris[10]. L'accusation regroupe militants et élus socialistes et verts, parmi lesquels le Maire de Paris, Bertrand Delanoë, et son adjoint, Yves Contassot[11]. Le Maire socialiste du 3e, Pierre Aïdenbaum, un temps témoin assisté, ne fait pas partie des plaignants. Quinze prévenus comparaissent pour « manœuvres frauduleuses » lors des élections municipales de 1989 et 1995[10].
- 19 décembre 2006 : Jacques Dominati]et son fils Laurent sont relaxés. Son autre fils, le sénateur Philippe Dominati, écope de six mois avec sursis mais échappe à l'inéligibilité, ce qui lui permet de conserver son mandat. Au total, 10 prévenus sont condamnés à des peines d'amendes ou de prisons avec sursis. La plus lourde sanction, un an d'emprisonnement avec sursis et 2 000 euros d'amende, revient à l'ancien chef du RPR parisien, Guy Legris, et à l'ancien premier adjoint de Jacques Dominati, Jack-Yves Bohbot[12].

## Jugement
Dix-sept ans après les révélations du Canard enchaîné, l'affaire des faux électeurs du 3e arrondissement est jugée en septembre 2006 par la 16e chambre du tribunal correctionnel, présidée par Jean-Claude Kross. L'accusation évoque des « manœuvres frauduleuses » ayant « porté atteinte à la sincérité » des élections municipales de 1989 et 1995.
Pour la défense, « il n'y avait pas de faux électeurs (mais) des actions militantes, des électeurs qui voulaient aider les élus en place tout naturellement, comme cela se faisait à l'époque partout ».
En décembre 2006, le jugement confirme la culpabilité de 10 des 15 prévenus. Les condamnations sont symboliques, de l'amende (2 000 €) au sursis, parfois avec dispense de peine. Aucune peine d'inéligibilité n'est prononcée. Personne ne fait appel, ni le parquet, ni les plaignants, ni les condamnés. Dans ses mémoires, le président Kroos relève que cela signifie que le jugement devait être équilibré.
De fait, dans ce type de procès où l'enjeu politique est majeur, Parti socialiste et Verts retiennent le principe de condamnations, RPR et UDF que Jacques Dominati a été mis hors de cause et que Jacques Chirac n'a pas été impliqué.